# Soteska Verdon
Soteska Verdon (francosko Les Gorges du Verdon ali Grand canyon du Verdon) v jugovzhodni Franciji (departma Alpes-de-Haute-Provence) je rečni kanjon, ki pogosto velja za enega najlepših v Evropi. Dolg je približno 25 kilometrov in do 700 metrov globok. Nastal je ob reki Verdon, ki je imenovana po svoji presenetljivi turkizno zeleni barvi in je ena od razpoznavnih značilnosti lokacije. Najbolj impresiven del leži med krajema Castellane in Moustiers-Sainte-Marie, kjer je reka v apnenec vrezala sotesko do globine 700 metrov. Na koncu kanjona se reka Verdon izliva v umetno jezero Sainte-Croix-du-Verdon (francosko Lac de Sainte-Croix).
Zaradi bližine francoske riviere je soteska zelo priljubljena med turisti, ki se lahko vozijo po robu, najamejo kajak za vožnjo po reki ali hodijo po označeni poti. Apnenčaste stene, ki so nekaj sto metrov visoke, privabljajo številne plezalce. Je izjemna destinacija za več vrst plezanja z raznolikostjo 1.500 smeri, ki obsegajo razpoke, stebre in neskončne stene višine od 20 do več kot 400 m. Plezanje je na splošno tehnične narave.

## Zgodovina
V obdobju triasa se je francoska regija Provansa umirila in je bila pokrita z morjem, pri čemer so nastale različno debele plasti apnenca. Nekaj milijonov let kasneje, v obdobju jure, je bilo območje pokrito s toplim plitvim morjem, ki je omogočilo rast različnih koral. Obdobje krede se je dvignila, kar je danes Basse Provansa in je morje doseglo trenutno lokacijo v Alpah, ki so nastale v terciarni dobi. Zaradi geološke aktivnosti je bilo veliko apnenčevih sedimentov pretrtih in ustvaril se je relief z dolinami in drugimi podobnimi oblikami. Začetke soteske Verdon zasledimo v tem obdobju.
V začetku kvartarja so nastale obsežne poledenitve, preoblikovale vodne žepe in jezera v neustavljive reke ledu, ki je spremenil topografijo, razjedel in preoblikoval pokrajino. Na koncu te dejavnosti se je ob rekah nadaljevala erozija in oblikovanje korita kakršno je danes. Verdonova struga je bila drugič izdolbena v akumuliranih koralnih in apnenčastih sedimentih s tokom vode med 2000 do 3000 kubičnih metrov na sekundo.

### Odkritje
Soteska je bila opisana v tiskani obliki leta 1782 in 1804. Do druge polovice 19. stoletja je bila značilnost v francoskih turističnih vodnikih. Po knjigi Grahama Robba The Discovery of France, je soteska do leta 1906 postala znana tudi zunaj Francije.

### Nedavni dogodki
10. julija 2006 je francoski Conseil d'État razveljavil izjavo o javni rabi ERS (Électricité de France) projekta, ki se je nanašala na predlog izgradnje daljnovoda visoke napetosti 400.000 voltov skozi sotesko Verdon. Ta odločitev je končala 23 letni boj civilnih skupin in združenj za ohranitev okolja, ki so želeli ohraniti izjemni pomen za ohranjanje narave, katere del vsebuje zaščitene živalske in rastlinske vrste. 

## Geografija
Izvir Verdona je blizu Col d'Allos v gorskem območju Trois Eveches, od koder se v nadaljevanju vteče v reko Durance blizu Vinon-sur-Verdon, po pretečenih 175 kilometrih. Med Castellane in Pont du Galetas reka teče skozi jezero Lac de Sainte-Croix, ki je nastal z gradnjo jezu z istim imenom. Preden je bil jez zgrajen je bila v dolini reke vasica Les Salles-sur-Verdon. Vas so evakuirali, porušili in uničili cerkev in druge strukture preden so območje leta 1973 poplavili. Les Salles-sur-Verdon je bila rekonstruirana na višjem delu doline kot moderno naselje. Danes je najmlajša vas v Franciji.
Soteska Verdon tvori na enem odseku tudi mejo med departmajem Var na jugu in Alpes-de-Haute-Provence na severu.
Regija med Castellane in Lac de Sainte-Croix se imenuje Gorges du Verdon in je razdeljena na tri ločene dele:
- "Prégorges" ("pred-soteska), od Castellane do Pont de Soleils,
- najgloblji del korit od Pont de Soleils do L'Imbut, in
- kanjon od l'Imbut do Pont de Galetas.

Soteska Verdon je ozka in globoka, z globino 250 do 700 metrov in širino 6 do 100 metrov na nivoju reke Verdon, na vrhu pa je široka od 200 do 1500 metrov.

## Jez hidroelektrarne
Med letoma 1929 in 1975  so med Castellane in Gréoux-les-Bains postavili na reki Verdon pet jezov. Ti jezovi zadržujejo vodo v naslednjih rezervoarjih:
- Lac de Castillon, ki je poplavil vas z istim imenom;
- Lac de Sainte-Croix, poplavljena vas des Salles-sur-Verdon. Pomemben je bil rimski most Pont de Garuby (ali pont d'Aiguines) in "Škofov izvir" pri Bauduenu. Jezero spreminja barvo skoraj vsak dan in je turistična destinacija, pa tudi največje jezero v Franciji;
- Lac d'Esparron-Gréoux, lokalno poznan kot "Lac d'Esparron". Obarvano je zeleno kot Verdon.
- Rezervoar pri Chaudanne
- Rezervoar pri Quinsonu, včasih se neupravičeno imenuje "Lac de Montpezat", ime vasi, nad katero dominira.

## Pomembne značilnosti
Styx du Verdon, asociacija na reko Stiks iz grške mitologije, je območje korit v soteski.
Imbut, znan tudi kot Embut ali Embucq je področje, kjer Verdon ponikne pod ogromnimi kamnitimi strukturami, preden se ponovno pojavi na povešini.

## Turizem
Soteska Verdon je znana kot eden izmed najlepših kanjonov v Evropi in privablja številne turiste, še posebej v poletnem obdobju. Udarna turkizna barva reko je povezana z ledeniškimi izviri in minerali kamene moke suspendiranih v vodi.
Je lahko dostopen na desnem bregu iz severa (preko poti D952 iz Castellane do Moustiers-Sainte-Marie), in na levem bregu iz juga (preko poti D71, D90 in D955 od Aiguinesa do Castellane).
Južna pot ponuja razgled na Col d'Illoire, na vrhove Plein voir, le Pavillon (1624 m), Barbin (1560 m) in Mourre de Chanier (1930 m) ter zajezitev Saint-Croix. Pohod "Sentier de l'Imbut" se začne s te strani soteske. Kjer cesta vodi skozi predor Fayet, so narejene odprtine, da lahko pogledamo na sotesko. Cesta prečka reko Artuby čez most znan kot Pont de l'Artuby ali Pont de Chaulière. Kmalu zatem, v Relais de Balcon se Artuby izliva v Verdon. To območje je znano tudi kot Mescla, pomeni "zmes" v provansalskega narečju.
D90 v smeri Trigance prečka most čez reko Jabron (pritok Verdona) in Pont des Soleils. Tik pod Rougonom je Samsonov kuloar, vhod v del rečne pokrajine imenovan "kanjon". Od tam se lahko pohod nadaljuje v slavni "Sentier Martel". La Palud-sur-Verdon, naselje z muzejem in turističnim birojem, je v bližini; tu se začne "pot des Crêtes", ki povezuje različna panoramska razgledišča. Sentier Martel je dostopna tudi iz te poti, ki se začne pri Francoski planinski zvezi ali "Chalet de La Malin". Ta pot zajema več kot 100 km ne vedno enostavnih poti.

## Šport
- Soteska Verdon privablja številne plezalce na svojih več kot 1.500 plezalnih smeri v dobri apnenčasti skali.
- Reka Verdon in njena korita so tudi priljubljen cilj za ribiče, zlasti za muharjenje.
- Pohodništvo, kanu, padalstvo, rafting, plezanje in kanjoning so le nekateri od številnih športov, ki se izvajajo v tem območju.

## Pohodništvo
Najbolj znani in lepi pohodi v sotesko so:
- Le Sentier (pešpot) de Martel
- Le Sentier de l'Imbut
- Le Sentier du Bastidon
- Le belvedere de Rancoumas par Le Pont de Tusset (Rancoumas panoramska razgledna točka v bližini mosta Tusset)

Najbolj znana med njimi je Sentier Martel, ki jo je Touring Club de France označil leta 1928. Leta 1930 je bila poimenovana v čast raziskovalca Édouard-Alfred Martela (1859-1938). Martel je obiskal Verdon leta 1905 kot uslužbenec Jugovzhodne Električne družbe, iz izvedel natančne geološke raziskave reke. 11. avgusta so on in njegova ekipa (raziskovalec Armand Janet, ravnatelj Isidore Blanc, geograf Cuvelier, baptist Flory, Fernand Honorat, Prosper Marcel in Tessier Zürcher) začeli ekspedicijo s čolnom in peš (še posebej, ko je eden izmed čolni postal neuporaben). Odkrili so ozka korita, ki jih je Martel imenoval "Styx". Ko so prispeli na Imbut (kar pomeni "ozek" ali "lijak" v provansalščini), je Martel želel opustiti ekspedicijo, vendar so ga njegovi tovariši spodbujali k nadaljevanju. Vstopili so v kanjon in odkrili več prehodov in sklanih tvorb; njihov uspešen prihod na Pas de Galetas je zaznamoval zaključek prve odprave v sotesko Verdon.
Sledile so druge odprave, vključno Martelova ekipa naslednje leto; sledi Robert de Joly, ki je leta 1928 prvi v celoti prečkal sotesko preko Imbuta; raziskovalec in režiser Albert Mahuzier je leta 1938 in 1939; skupina francoskih skavtov leta 1945; francoski kanu klub leta 1946. Roger Verdegen je vodil več odprav vzdolž Verdona v čolnu narejenem iz živalskih kož in naravnega kavčuka in postal upravitelj na reki in njeni soteski.

## Galerija
- Le Martel, od izhodišča pri Maline. Nasproti je klif les Cavaliers. spodaj Verdon pri Pré (travnik) d’Issane.
- Sotočje Artuby in Verdona pri Mescla.
- Vhod v predor Trescaïre
- Brv za pešce l’Estellé.
- Stopnice Imbert, 6 stopnišč in 252 stopnic.
- Obala Baumes-Fères,spodaj klif l’Escales
- Baume-aux-Pigeons